# Холм (Северна Фризија)
Холм (њем. Holm) општина је у њемачкој савезној држави Шлезвиг-Холштајн. Једно је од 132 општинска средишта округа Нордфризланд. Према процјени из 2010. у општини је живјело 84 становника. Посједује регионалну шифру (AGS) 1054048.

## Географски и демографски подаци
Холм се налази у савезној држави Шлезвиг-Холштајн у округу Нордфризланд. Општина се налази на надморској висини од 3 метра. Површина општине износи 4,0 km². У самом мјесту је, према процјени из 2010. године, живјело 84 становника. Просјечна густина становништва износи 21 становник/km².